# Palu' Longia
Palu' Longia este o arie protejată (arie specială de conservare — SAC, sit de importanță comunitară — SCI) din Italia întinsă pe o suprafață de 10 ha, integral pe uscat.

## Localizare
Centrul sitului Palu' Longia este situat la coordonatele 46°28′24″N 11°05′06″E / 46.473333°N 11.085°E.

## Înființare
Situl Palu' Longia a fost declarat sit de importanță comunitară în iunie 1995 pentru a proteja 13 specii de animale. Situl a fost protejat și ca arie specială de conservare în martie 2014.

## Biodiversitate
Situată în ecoregiunea alpină, aria protejată conține 10 habitate naturale: Mlaștini împădurite, Depresiuni pe substraturi de turbă de Rhynchosporion, Mlaștini turboase de tranziție și turbării mișcătoare, Formațiuni ierboase bogate în specii de Nardus, dezvoltate pe substraturi silicioase în zone montane (și în zone submontane, în Europa continentală), Fânețe montane, Pajiști cu Molinia pe soluri calcaroase, turboase sau argilos-nămoloase (Molinion caeruleae), Turbării active, Lacuri și iazuri distrofice naturale, Păduri acidofile de Picea de la nivel montan la nivel alpin (Vaccinio-Piceetea), Mlaștini alcaline.
La baza desemnării sitului se află mai multe specii protejate de  păsări (13): minunița (Aegolius funereus), fâsă de pădure (Anthus trivialis), ciocănitoare neagră (Dryocopus martius), ciuvică (Glaucidium passerinum), forfecuță gălbuie (Loxia curvirostra), alunar (Nucifraga caryocatactes), pițigoi de brădet (Periparus ater), pitulice de munte (Phylloscopus collybita), pițigoi de munte (Poecile montanus), aușel cu cap galben (Regulus regulus), silvie-mică (Sylvia curruca), pănțărușul (Troglodytes troglodytes), sturz-cântător (Turdus philomelos)
Pe lângă speciile protejate, pe teritoriul sitului au mai fost identificate 6 specii de plante, 2 specii de amfibieni, 7 specii de mamifere, 1 specie de nevertebrate, 4 specii de reptile.